# Црква Свете Петке у Прњавору
Црква Свете Петке у Прњавору, насељеном месту на територији општине Трстеник, припада Епархији крушевачкој Српске православне цркве.
Црква посвећена Светој Петки се налази на једном од најлепших видиковаца, окружена виноградима, око 2km од Трстеника. По предању, у њој је вршено богослужење приликом градње манастира Љубостиња.
Када су у тешкој дипломатској мисији кнегиња Милица и мудра Јефимија добиле одобрење од турског султана да врате мошти Свете Петке из Једрена у Србију, наводно су мошти почивале неко време у овој цркви.
У црквици се налази мали саркофаг у коме су се чували делови моштију Свете Петке. Верује се да је вода која извире на овом месту лековита.